# Königsberg
Königsberg (pronunciado /ˈkøːnɪçsˌbɛɐ̯k/ⓘ; Keenigsbarg en bajo prusiano), hispanizado como Regimonte; fue la capital de Prusia Oriental desde la Baja Edad Media hasta 1945, cuando fue tomada por los soviéticos y renombrada como Kaliningrado, capital del óblast homónimo. Fundada por la Orden Teutónica, fue una importante ciudad portuaria situada en un enclave en la desembocadura del río Pregolia, que desemboca en la laguna del Vístula, comunicado a su vez con el mar Báltico por el estrecho de Baltisk. 
El significado literal del nombre antiguo de la ciudad es «Montaña del Rey». En el dialecto bajo alemán local, hablado por muchos de sus antiguos habitantes alemanes, el nombre era Königsbarg (pronunciado [kʰeˑnɪçsbɒɐç]). Otros nombres incluyen el ruso Кёнигсберг, el prusiano antiguo Kunnegsgarbs, el lituano Karaliaučius, el polaco Królewiec, y el nombre oficial en ruso, Калининград, transliterado como Kaliningrad, del que proviene el español Kaliningrado.
Königsberg fue fundada en 1255 en el sitio de la antigua Twangste, asentamiento prusiano de los caballeros teutónicos durante las Cruzadas del Norte, y fue nombrado en honor al rey Ottokar II de Bohemia. Con un puerto en el mar Báltico, la ciudad se convirtió posteriormente en la capital de su estado monástico y a partir de 1525 fue la capital del Ducado de Prusia hasta que la capital se trasladó a Berlín en 1701. A partir de entonces y hasta 1945, fue la capital de la región de la Prusia y posteriormente de Alemania, provincia de Prusia Oriental. 
Siendo una ciudad universitaria, sede de la Universidad Albertina (fundada en 1544), Königsberg se convirtió en un importante centro intelectual y cultural de Alemania, y fue la residencia de Simon Dach, Immanuel Kant, Käthe Kollwitz, E. T. A. Hoffmann, David Hilbert, Agnes Miegel, Hannah Arendt, Michael Wieck, Karl August Burow entre otros. 
Entre los siglos XIII y XX, los habitantes hablaban predominantemente alemán, pero la ciudad multicultural también tuvo una profunda influencia en las culturas lituana y polaca. La ciudad era un centro editorial de la literatura en lengua polaca y del luteranismo polaco. La primera traducción al polaco del Nuevo Testamento fue impresa en la ciudad en 1551. Además, el primer libro en idioma lituano y el primer catecismo luterano fueron impresos en Königsberg en 1547. Bajo el régimen nazi, las minorías judías y polacas fueron clasificadas como subhumanas (Untermensch) y perseguidas por las autoridades. La ciudad albergó a miles de personas internadas de origen judío que se vieron obligadas a realizar tareas en las condiciones más deplorables durante la Segunda Guerra Mundial. La ciudad también albergó a prisioneros de guerra rusos. 
Para el final de la guerra, Königsberg fue gravemente dañada por los bombardeos aliados en 1944 y durante su asedio en 1945. La ciudad fue capturada y anexada por la Unión Soviética. Su población alemana fue expulsada, y la ciudad se repobló con rusos y otros ciudadanos de la Unión Soviética. Brevemente rusificado como Kiónigsberg (Кёнигсберг), pasó a llamarse Kaliningrado en 1946 en honor del líder soviético Mijaíl Kalinin. El centro histórico de la ciudad fue demolido posteriormente por el gobierno soviético.
Ahora es la capital del óblast de Kaliningrado de Rusia, un área completamente aislada por tierra del resto de Rusia. En el Tratado Dos más Cuatro de 1990, Alemania renunció a toda reclamación sobre la ciudad y otros antiguos territoriales orientales perdidos en la Segunda Guerra Mundial, como requisito para la reunificación establecido por los aliados al final de la guerra.

## Toponimia
La primera mención de la actual localidad en las crónicas la indica como el lugar de una aldea de pescadores y cazadores. Cuando la Orden Teutónica inició las Cruzadas Bálticas, construyó una fortaleza de madera, y más tarde una de piedra, llamándola "Conigsberg", que más tarde se transformó en "Königsberg". Su significado literal es "montaña del rey", en aparente honor del rey Ottokar II de Bohemia, que dirigió una de las campañas teutonas.
En polaco se llama Królewiec, en lituano Karaliaučius (calcos del nombre original alemán).

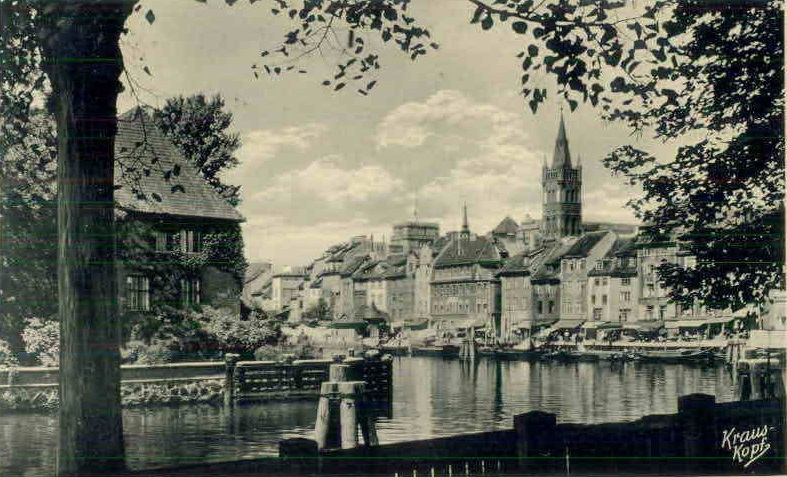
Vista de la ciudad prusiana.

## Historia
Fue fundada con el nombre de Königsberg en 1255 por el rey Ottokar II de Bohemia, que acudió en ayuda de los caballeros de la Orden Teutónica durante la conquista y cristianización de la región histórica de Prusia, ocupada por los pueblos bálticos. Durante gran parte de la Edad Media fue miembro de la Liga Hanseática.
El nombre proviene de König = rey y Berg = monte, puede decirse que significa "Monterreal" o "Monterrey", en alemán; aunque la traducción literal sería "Monte del Rey". 
Durante el siglo XIX y bien entrado el siglo XX, en ediciones académicas se latinizaba Königsberg, capital de la Prusia Oriental, como Regimonte.
Königsberg fue posesión prusiana hasta la unificación de Alemania, de la que pasó a formar parte. Tras la Primera Guerra Mundial, el territorio prusiano, junto con Königsberg (Prusia Oriental), quedó aislado de Alemania por el corredor polaco de Danzig.Durante la Segunda Guerra Mundial, sobre todo durante la ofensiva del Vístula-Óder entre enero y abril de 1945, se libraron duros combates en los alrededores de la ciudad entre el Ejército Rojo y fuerzas defensoras alemanas, que culminaron con la derrota alemana y la captura de casi 100 000 soldados alemanes, incluyendo cuatro generales, en la batalla de Königsberg. Luego de la derrota alemana, se acordó en la conferencia de Postdam la cesión de Königsberg y la parte norte de la antigua Prusia Oriental a la Unión Soviética, que se integraron a la RSFS de Rusia y no a la RSS de Lituania, por voluntad de los propios soviéticos para acceder a un puerto libre de hielo en invierno. Al año siguiente fue renombrada Kaliningrado en honor al revolucionario bolchevique Mijaíl Kalinin y toda la población alemana fue expulsada, repoblándose con rusos y otros eslavos orientales.

## Demografía
La gran mayoría de la población pertenecía a la Iglesia luterana y otras denominaciones protestantes. 
Número de habitantes, por año: 
1. 1900: 189.483 (incluidos los militares), entre los cuales eran 8.465 los católicos y los judíos 3.975.
2. 1905: 223.770, entre los que se encontraban 10.320 católicos, 4415 judíos y 425 polacos.
3. 1925: 279.930, entre los cuales estaban los católicos 13.330, 4.050 judíos y aproximadamente 6000 otros.

## Cultura y sociedad
Königsberg fue el lugar de nacimiento del matemático Christian Goldbach y el escritor Hoffmann, así como la casa del filósofo Immanuel Kant, que vivió allí toda su vida y nunca viajó más de diez millas (16 km) de distancia de la ciudad. Kant entró en la universidad de Königsberg a los 16 años y fue nombrado catedrático de metafísica en 1770, a la edad de 46. Mientras trabajaba allí publicó su Crítica de la razón pura (argumentando que el conocimiento surge de la aplicación de conceptos innatos a la experiencia sensorial) y su metafísica de la moral que sostiene que la virtud se adquiere por el cumplimiento del deber por su propio bien. En 1736, el matemático Leonhard Euler usó la disposición de los puentes y de las islas de la ciudad como base para el problema de los siete puentes de Königsberg, lo que llevó a las ramas matemáticas de la topología y teoría de grafos. En el siglo XIX Königsberg fue el lugar de nacimiento del matemático David Hilbert. 
El dialecto hablado por la mayoría de los ciudadanos era prusiano, ahora una lengua moribunda. Sigue habiendo gente que lo habla, pero son personas de edad avanzada y se encuentra en vías de desaparición.

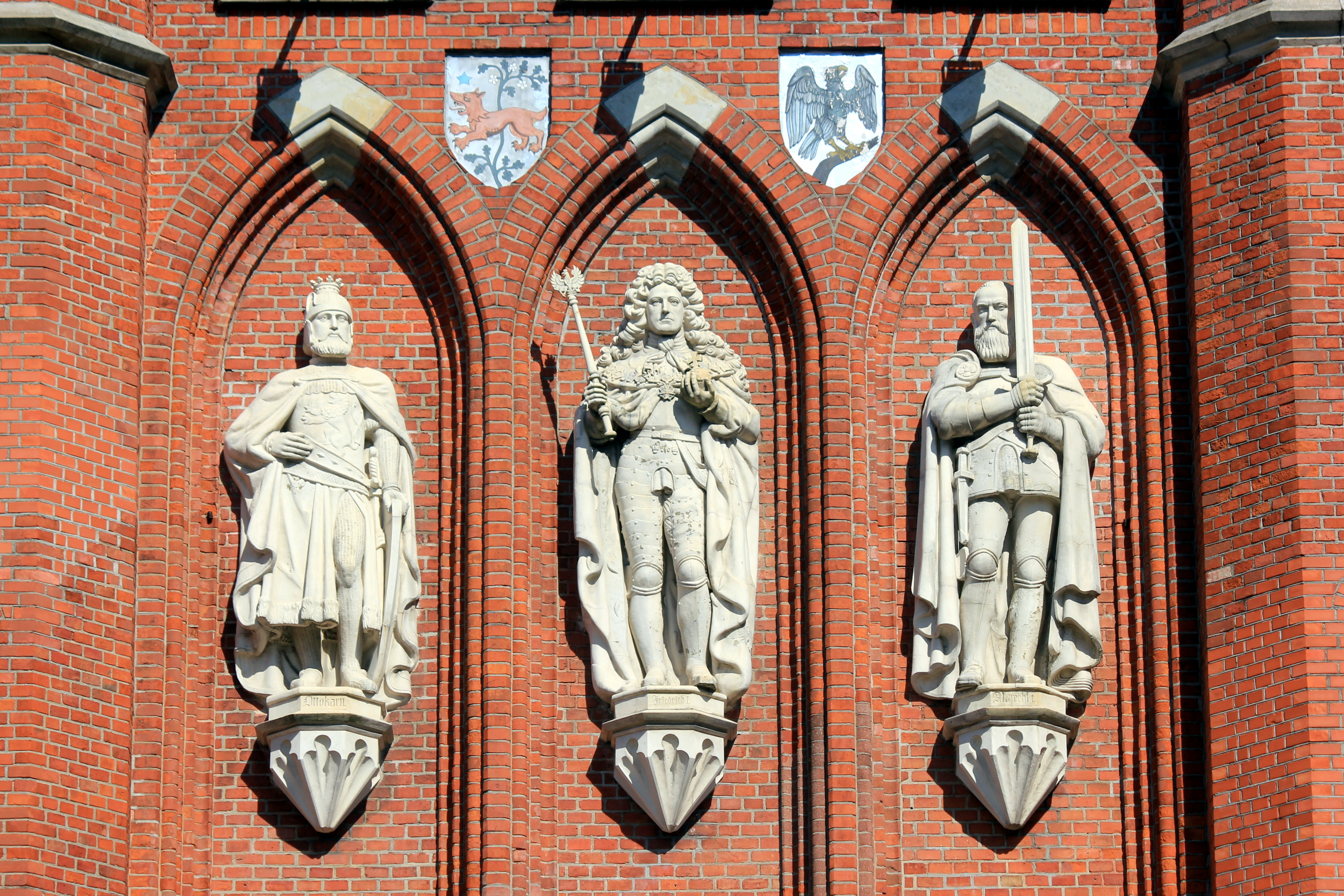
Estatuas en la Puerta del Rey de Königsberg.

En la Königstrasse (Calle del Rey) está la Academia de las Artes con una colección de más de 400 pinturas, de las cuales cerca de 50 obras son de maestros italianos y algunas son pinturas holandesas. 
En el Königstor (Puerta del Rey) se pusieron estatuas del rey Ottokar I de Bohemia, Alberto de Prusia y Federico I de Prusia. Königsberg tuvo un magnífico cambio (completado en 1875) con bellas vistas del puerto. También cuenta con Bahnhofsstraße ("La Calle de la estación de Ferrocarril") que fueron las oficinas de la famosa Real Obra de Ámbar, que fue nombrada como la "Costa del Ámbar". También hubo un observatorio equipado por el astrónomo Friedrich Bessel, un jardín botánico y un museo zoológico. El "Physikalisch", cerca del Heumarkt, contenía colecciones botánicas y antropológicas y antigüedades prehistóricas. Dos grandes teatros construidos durante la época guillermina fueron el Stadt (ciudad) y el Teatro Apolo. 
El Castillo de Königsberg era una de las estructuras más notables de la ciudad. La antigua sede de los Grandes Maestres de los Caballeros Teutónicos y los duques de Prusia, que contenía la Schlosskirche, o Palacio de la Iglesia, donde Federico I fue coronado en 1701 y Guillermo I en 1861. También contenía el amplio Moscowiter-Saal, una de las salas más grandes del Reich alemán, y un museo de historia de Prusia. 

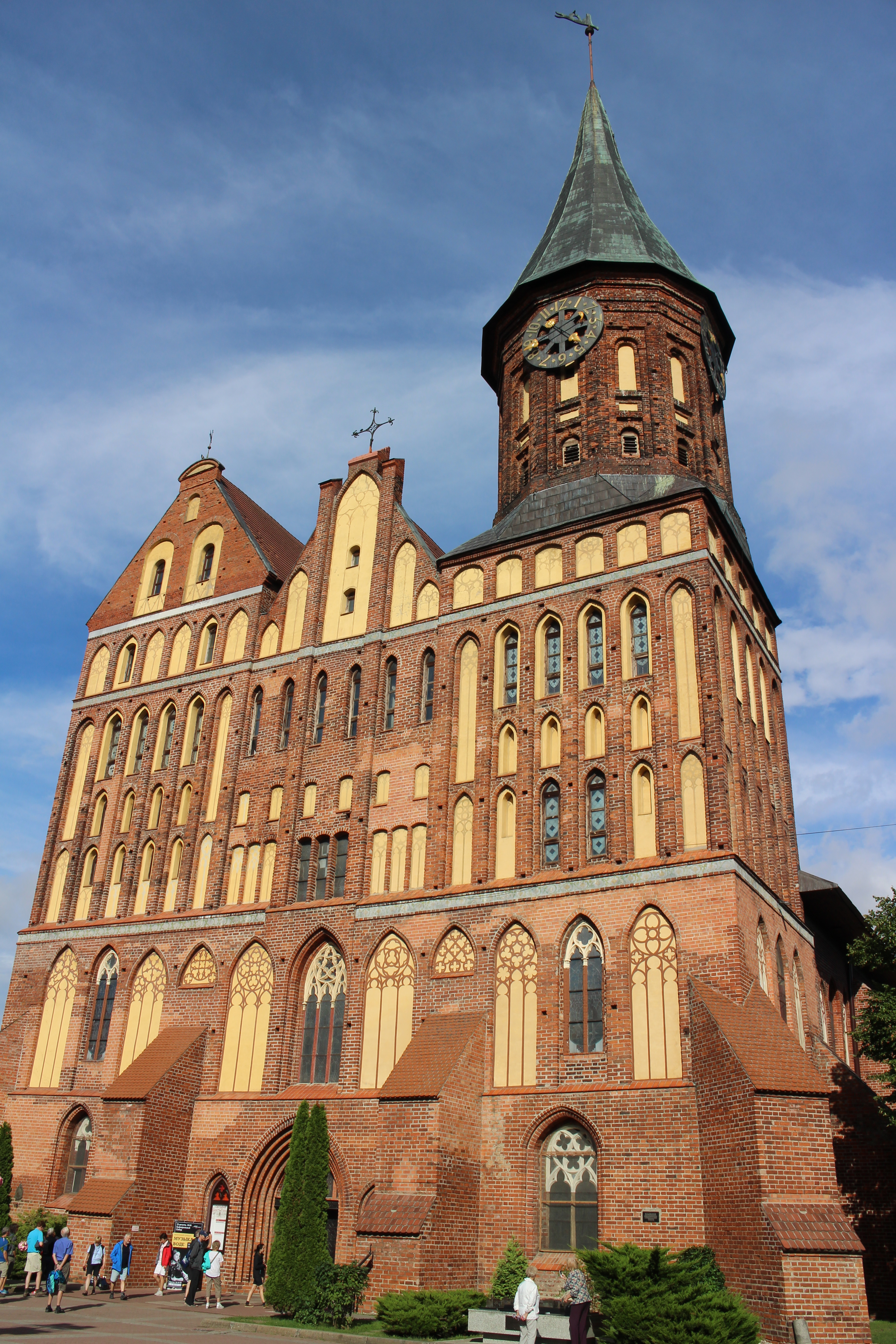
Catedral de Königsberg.

Königsberg se convirtió en un gran centro de educación en la Universidad Albertina que fue fundada por el duque Alberto de Prusia en 1544. La universidad estaba situada al lado norte y al este de la Catedral de Königsberg. El erudito lituano Stanislovas Rapalionis, uno de los padres fundadores de la universidad, fue el primer profesor de teología.
Como consecuencia de la Reforma Protestante, las órdenes de la iglesia de Prusia 1525 y posteriores llamadas para proporcionar literatura religiosa en los idiomas hablados por los destinatarios. El Duque Albrecht llama así en una impresora libro Danzig (Gdansk), Hans Weinreich, quien fue pronto acompañado por otros impresores de libros, publicar literatura luterana no solo en alemán sino también en letón, lituano, polaco y antiguo prusiano. La audiencia eran habitantes del ducado, refugiados religiosos, y los luteranos en la vecina Ermland (Warmia), Lituania y Polonia, así como sacerdotes luteranos de Polonia y Lituania llamados por el duque.
Königsberg por lo tanto se convirtió en un centro de impresión de libros alemanes y de otros idiomas: En 1530, el primer libro polaco de traducción de Catecismo Menor de Lutero fue publicado por Weinrich. En 1545, Weinreich publicaron dos ediciones prusianas viejas del catecismo, que son las segundas más antiguas, de libros impresos y en ese idioma después del "diccionario Elbing" escrito a mano del siglo XIV. El primer libro en idioma lituano, Catechismvsa prasty szadei, makslas skaitima raschta yr giesmes por Martynas Mažvydas, también fue impreso en Königsberg, publicado por Weinreich en 1547. Otras impresiones polaco-lituano-religiosas y no religiosas le siguieron. Uno de los primeros periódicos en lengua polaca se publicó en Königsberg entre los años 1718-1720 llamado Poczta Królewiecka.
Había una torre Bismarck a las afueras de Königsberg, en la Galtgarben, el punto más alto de la península Sambian. Fue construida en 1906 y destruida por las tropas alemanas en algún momento en enero de 1945 debido a que los rusos se acercaron.

## Deporte
Hubo varios clubes deportivos que jugaron en Königsberg incluidos VfB Königsberg y SV-Prussia Samland Königsberg. Lilli Henoch, el poseedor del récord mundial en el disco, lanzamiento de peso, y 4 × 100 metros en pruebas de relevos que fue asesinado por los nazis, nació en Königsberg. Segelclub RHE, el más antiguo club de vela de Alemania, fue fundado en Königsberg en 1855. El club todavía existe, y ahora tiene su sede en Hamburgo. 

## Cocina
Königsberg era conocido dentro de Alemania por su cocina regional única. Un plato popular de la ciudad era Königsberger Klopse, que todavía se hace hoy en día en algunos restaurantes de especialidades en Kaliningrado y la Alemania actual.
Otros alimentos y bebidas originaria de la ciudad incluye: 
- Königsberger Mazapán.
- Kopskiekelwein, un vino elaborado a partir de grosellas negras o grosellas.
- Bärenfang.
- Ochsenblut, literalmente "sangre de buey", un cóctel de champán-burdeos mezclado en el pub Blutgericht popular, que ya no existe.

## Fortificaciones

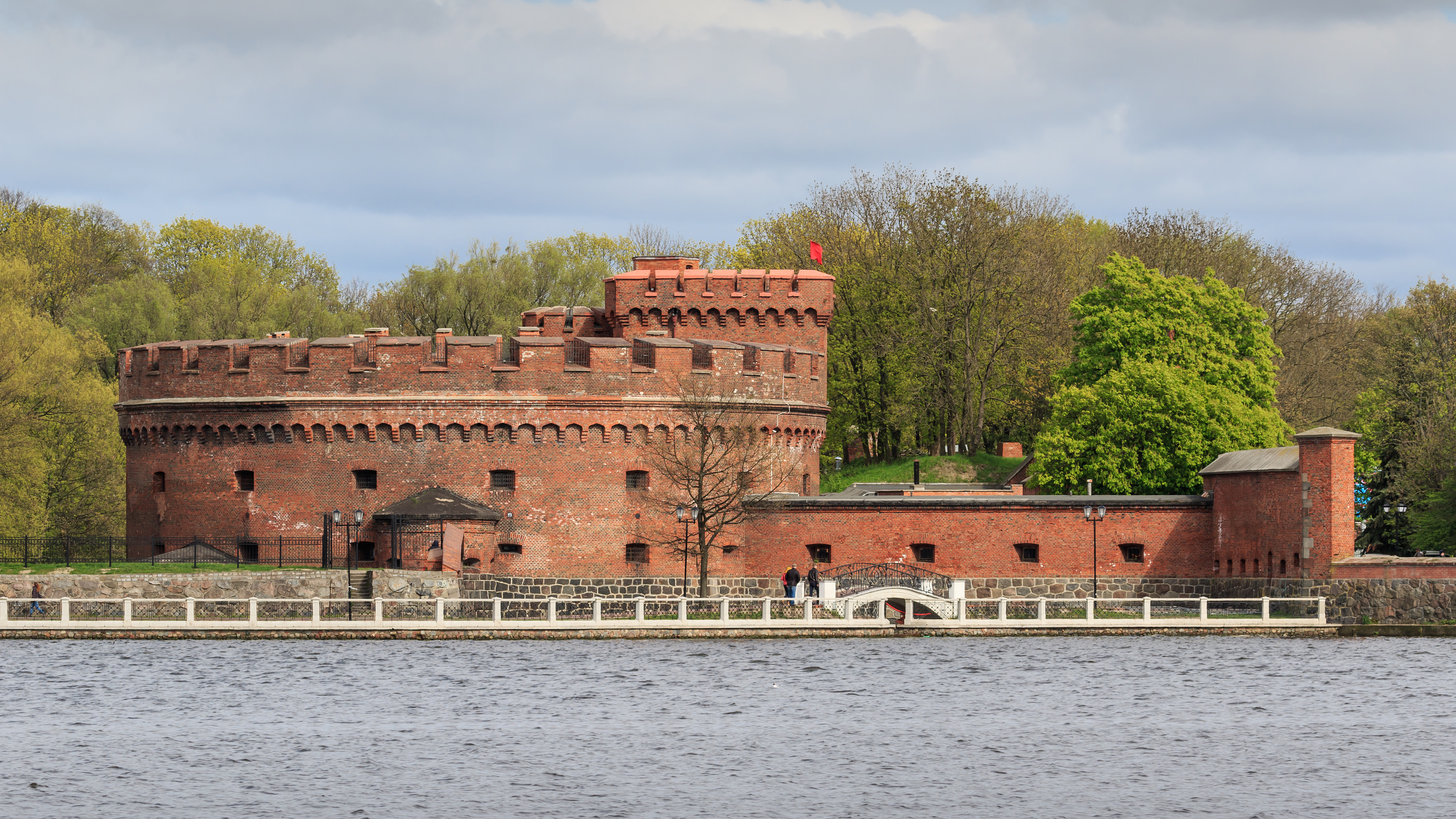
Torre Ohna en Kaliningrado, antigua Königsberg

Las fortificaciones de Königsberg comprenden numerosas murallas, fuertes, baluartes y otras estructuras. Componen el Primero y el Segundo Cinturón Defensivo, construidos en 1626-1634 y 1843-1859, respectivamente. El Primer Cinturón de 15 m de espesor fue erigido debido a la vulnerabilidad de Königsberg durante las guerras polaco-sueco. El Segundo Cinturón se construyó en gran medida en el lugar del primero, que estaba en mal estado. El nuevo cinturón incluye doce baluartes, tres revellines, siete taludes y dos fortalezas, estaba rodeado por un foso de agua. Diez puertas de ladrillo sirvieron como entradas y pasajes a través de las líneas defensivas y estaban equipados con puentes móviles.

## Personajes destacados nacidos en Königsberg
En la ciudad de Königsberg nacieron, entre otros, el filósofo Johann Georg Hamann, el filósofo Immanuel Kant, el físico Gustav Kirchhoff, el matemático David Hilbert, el escritor y compositor alemán E. T. A. Hoffmann y el físico Arnold Sommerfeld.

## Otros nombres
Esta ciudad, de muy rica historia debido a la diversidad cultural producida por pertenecer a diferentes países, fue variando su nombre según quien ejerciera soberanía sobre el territorio:
| Idioma     | Nombre                  |
| ---------- | ----------------------- |
| Húngaro    | Königsberg              |
| Polaco     | Królewiec               |
| Checo      | Královec                |
| Yiddish    | Kenigsberg (קעניגסבערג) |
| Bajo sajón | Keunigsbarg             |
| Neerlandés | Koningsbergen           |
| Alemán     | Königsberg              |

| Idioma    | Nombre                      |
| --------- | --------------------------- |
| Ruso      | Kaliningrad - Калининград   |
| Polaco    | Królewiec                   |
| Inglés    | Kaliningrad                 |
| Portugués | Kaliningrado                |
| Español   | Kaliningrado                |
| Croata    | Kalinjingrad                |
| Serbio    | Kaljinjingrad (Каљињинград) |
| Lituano   | Karaliaučius                |
| Húngaro   | Kalinyingrád                |